# انتینیاک (اوتو-گارون)
انتینیاک (به فرانسوی: Antignac) یک کمون در فرانسه است که در اوت-گارون واقع شده‌است. انتینیاک ۵٫۸۰ کیلومتر مربع مساحت دارد ۶۰۱ متر بالاتر از سطح دریا واقع شده‌است.